# Урумов, Сафон Гагуевич
Сафон Гагуевич Урумов (1872 — не ранее 1922) — полковник русской армии, герой Первой мировой войны.

## Биография
Родился 12 января 1872 года в Алагире. Окончив Ардонское Александровское Осетинское духовное училище, 16 августа 1896 года вступил в военную службу на правах вольноопределяющегося в Осетинский конный дивизион. Окончил Елисаветградское кавалерийское юнкерское училище по 1-му разряду (1899) и 5 декабря 1899 года был произведён в корнеты с переводом в 54-й драгунский Новомиргородский полк. 1 сентября 1904 года произведён в поручики, 1 сентября 1907 года — в штабс-ротмистры, 15 августа 1913 года — в ротмистры (со старшинством с 1 сентября 1911 года). В 1911 году окончил Офицерскую кавалерийскую школу. В 1911 году награждён орденом Св. Анны 3-й степени.
Участник Первой мировой войны в составе 17-го уланского Новомиргородского полка, 29 января 1916 года произведён в подполковники, 28 февраля 1917 года — в полковники (со старшинством с 26 ноября 1915 года).
Высочайшим приказом от 9 марта 1915 года Урумову за отличие при взятии города Бельзея было пожаловано Георгиевское оружие:
За то, что в бою 2 авг. 1914 г., командуя эскадроном, бросился в конном строю в атаку на пехоту, занявшую окопы; атака была настолько стремительна, что противник бежал. На плечах бегущего противника северная окраина города была захвачена.
26 августа 1916 года пожалован орден Св. Георгия 4-й степени: 
За то, что он, состоя в чине ротмистра, в бою 3 июня 1915 года у д. Башня-Горка, увидя отход двух рот, выставленных для противодействия обхода фланга, заставил эти роты занять позиции, и не будучи уверен в устойчивости оставленных рот, для спасения дела, бросился во главе эскадрона на неприятельский окоп, занятый 2 ротами, выбил из него немцев, зарубив до 50 человек и обратив прочих в бегство, чем обеспечил успех всего боя.
24 октября 1917 года полковник Урумов был назначен командиром 1-го Осетинского конного полка.
Во время Гражданской войны вступил в Белую армию, служил в Вооружённых Силах Юга России, а затем в Русской армии генерала Врангеля. В 1920 году эвакуирован из Крыма. На август 1922 года находился в Турции.